# Pierre Louÿs
Pierre Louis, més conegut com a Pierre Louÿs (Gant, Bèlgica, 10 de desembre de 1870 - París, 6 de juny de 1925), va ser un escriptor i poeta francès.

## Biografia
Pierre Louÿs va nàixer com a Pierre Félix Louis el 10 de desembre de 1870 a Gant, Bèlgica, però aviat es va traslladar a França, on va viure la resta de la seua vida.
Va cursar estudis en una escola alsaciana, on va desenvolupar una gran amistat amb el futur Premi Nobel i defensor dels drets homosexuals, André Gide. Louÿs va començar a escriure els seus primers textos eròtics amb 18 anys, alhora que desenvolupava interés en el parnassianisme i el simbolisme.
L'any 1891, Louÿs va ajudar a fundar una revista literària, La Conque, en què es publicaven obres d'autors parnassians i simbolistes: Gide, Mallarmé, Moréas, Valéry i Verlaine. Louÿs va publicar Astarte, que és una col·lecció primerenca de versos eròtics ja marcats pel seu estil elegant i refinat. El 1894, publica una col·lecció eròtica de 143 cançons titulada Les cançons de Bilitis (Les Chansons de Bilitis), aquesta vegada amb temes lèsbics (un dels distintius de la seua literatura eròtica). L'obra es divideix en tres seccions, cada una representativa d'una fase de la vida de Bilitis: Bucòliques a Pamphylia, Elegies a Mytilene, i Epigrames en l'illa de Xipre; dedicats a ella, a més d'una biografia breu de Bilitis i tres epitafis en la tomba de Bilitis. L'obra va guanyar una gran anomenada perquè Louÿs la va publicar com si fóra la traducció de l'obra d'un cortesà de la Grècia antiga, contemporani de Safo i Bilitis. L'engany no va durar gaire i el traductor Louÿs ben aviat va ser desemmascarat com l'autor. Això no va desmerèixer l'obra, que va ser elogiada com a font d'elegant sensualitat i estil refinat, àdhuc més extraordinari per la representació compassiva de la sexualitat lesbiana (i femenina en general). Alguns dels poemes van ser adaptats com a cançons per a veu i piano i, l'any 1897, el seu amic íntim Claude Debussy va compondre'n una adaptació musical. L'any 1955, una de les primeres organitzacions lesbianes a Amèrica va prendre el nom de Les Filles de Bilitis, i des d'aquest dia les Cançons romanen una obra important per a les lesbianes.
L'any 1896, Louÿs va publicar la seua primera novel·la, Afrodita (Aphrodite (mœurs antiques)), un retrat de la vida cortesana d'Alexandria. Es considera una mescla d'excessos literaris i refinament. Amb 350.000 exemplars venuts, va esdevenir l'autor vivent amb més èxit del seu temps.
L'any 1901, va publicar Les aventures del rei Pausole (Les Aventures du roi Pausole), el 1916 L'anvantsala de la mort (Pervigilium Mortis), ambdues composicions llibertines, i el 1917 Manual d'urbanitat per a jovenetes (Manuel de civilité pour les petites filles à l'usage des maisons d'éducation), una paròdia d'una obscenitat quasi sense comparança, fins i tot en la llarga història de publicacions clandestines franceses.
En el seu llit de mort i tot, Pierre Louÿs va continuar escrivint versos obscens.

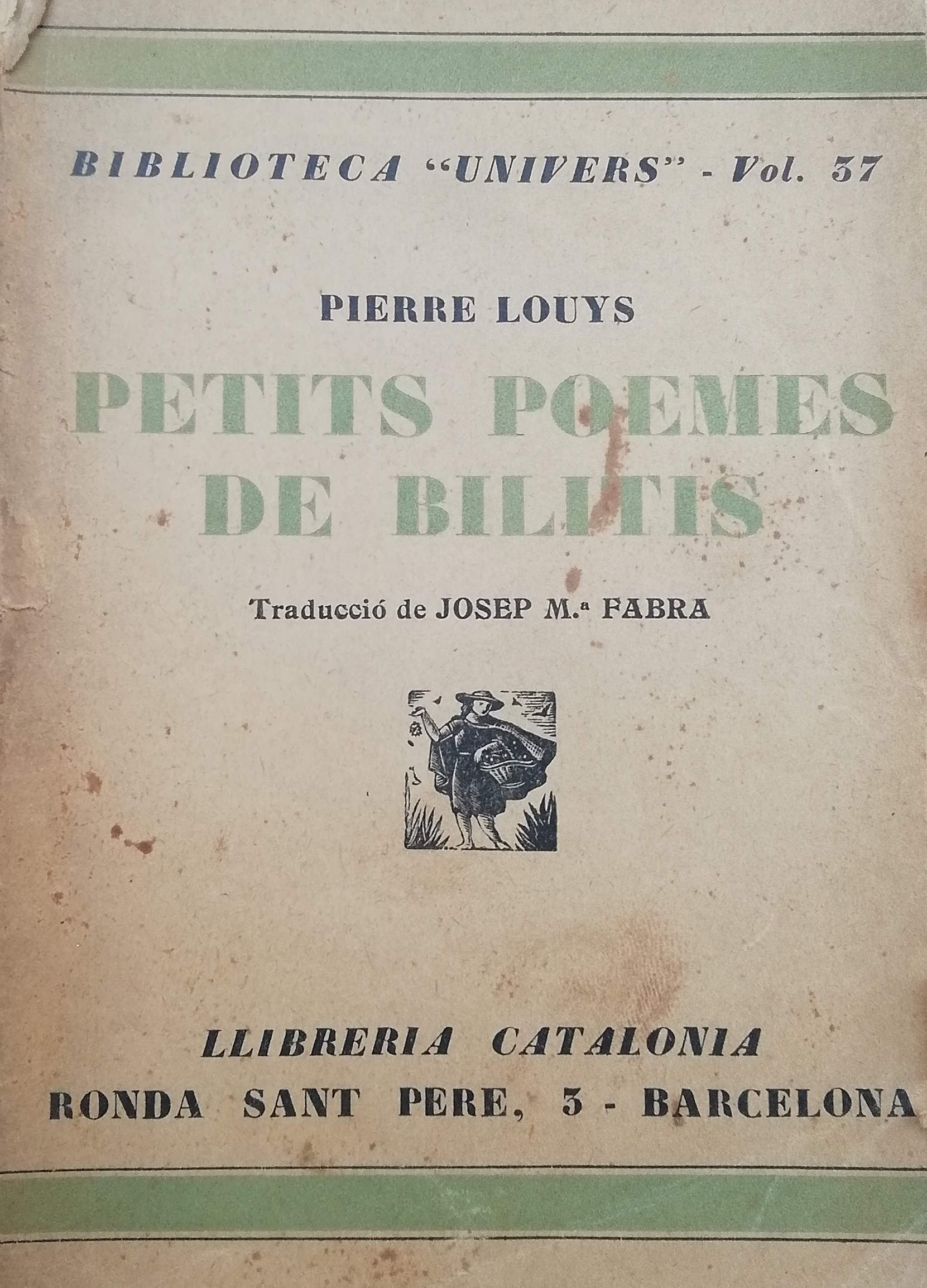
Petits poemes de Bilitis de Pierre Louys, en la traducció catalana de Josep Ma. Fabra, dins la col·lecció Biblioteca Univers

## Il·lustradors
Molts artistes eròtics han il·lustrat les obres de Louÿs. Alguns dels més anomenats han estat Louis Icart, Pascal Pia, Marcel Vertès, Rojan, Pierre Leroy, Alméry Lobel Riche, Louis-André Berthommé, Suzanne Ballivet, Édouard Zier, Joseph Kuhn-Régnier, Pierre Lissac, Paul-Emile Bécat, Renée Ringel, Monique Rouver, Génia Minache, Mariette Lydis, Lucio Milandre, J. A. Bresval, Antoine Calbet, Milo Manara, Beresford Egan i Georges Pichard. Les il·lustracions més famoses de Les cançons de Bilitis es deuen a Willy Pogany en estil art déco per a una publicació privada que va fer circular privadament Macy-Masius, a Nova York, l'any 1926.

## Obres
- 1891: Astarte
- 1894: Les chansons de Bilitis
  - 1929: edició incloent-hi els poemes suprimits
  - 1930: Véritables chansons de Bilitis ('Vertaderes cançons de Bilitis', probablement no de Pierre Louÿs)
- 1896: Aphrodite: mœurs antiques
  - 1928: edició incloent-hi fragments suprimits
- 1898: La femme et le pantin[2]
- 1901: Les Aventures du roi Pausole
- 1903: Sanguines
- 1906: Archipel
- 1916: Pervigilium mortis
- 1925: Le crépuscule des nymphes
- 1925: Quatorze images
- 1926: Manuel de civilité pour les petites filles, à l'usage des maisons d'éducation
- 1926: Trois Filles de Leur Mére
- 1927: Psyché
- 1927: Pages (textos selectes)
- 1927: Douze douzains de dialogues
- 1927: Histoire du roi Gonzalve et des douze princesses
- 1927: Poésies érotiques
- 1927: Pybrac
- 1927: Trente-deux quatrains
- 1933: Au temps des Juges: chants bibliques
- 1933: Contes choisis (Contes selectes)
- 1938: La femme
- 1945: Stances et derniers vers
- 1948: Le trophée de vulves légendaires
- 1949: Cydalise
- 1988: L'île aux dames

## Traduccions al català
- "Cançons de Bilitis, de Pierre Louys", a Lectura: literatura, ciència, arts, núm 3. (1910), pàg. 43-44. Traducció de Xavier Monsalvatje.
- Petits poemes de Bilitis, traducció de Josep M. Fabra. Biblioteca "Univers", vol. 37. Llibreria Catalonia, Barcelona.

## Adaptacions cinematogràfiques
- 1920: La Femme et le Pantin (The Woman and the Puppet) de Reginald Barker
- 1929: La Femme et le Pantin de Jacques de Baroncelli
- 1933: Les Aventures du roi Pausole d'Alexis Granowsky
- 1935: La Femme et le Pantin (The Devil is a Woman) de Joseph von Sternberg, amb Marlene Dietrich
- 1946: La Femme et le Pantin (Laabet el sitt), de Wali Eddine Sameh
- 1959: La Femme et le Pantin de Julien Duvivier, amb Brigitte Bardot
- 1976: Bilitis de David Hamilton, a partir de Les Chansons de Bilitis
- 1977: Cet obscur objet du désir de Luis Buñuel, basada en La Femme et le Pantin, amb Carole Bouquet i Ángela Molina
- 1982: Aphrodite de Robert Fuest